# Hypoxie (Ökologie)

1 Nährstoffreiches Wasser strömt ein.
2 Algen wachsen unnatürlich stark und sterben wieder ab.
3 Zooplankton ernährt sich von den Algen.
4 Bakterien ernähren sich vom Kot des Zooplanktons und von den abgestorbenen Algen.
5 Bakterien verbrauchen den Sauerstoff im Wasser beim Abbau des Kots und der abgestorbenen Algen.
6 Sinkt der Sauerstoffgehalt des Wassers unter ein bestimmtes Niveau, fliehen die Meerestiere oder sterben.
Quelle: Meeresatlas 2017

Hypoxie liegt vor, wenn die Konzentration gelösten Sauerstoffs in Gewässern so reduziert ist, dass die aquatischen Lebewesen beeinträchtigt sind. Die Sauerstoffsättigung hängt vom Salzgehalt (Salinität) und der Temperatur ab.
Bei 0 % Sättigung bzw. einem Sauerstoffgehalt des Wassers unter 2 mg/l liegt Anoxie vor, die zu anaeroben Lebensbedingungen führt (Anoxisches Milieu, wenn Nitrat vorhanden). Ein hypoxisches Milieu liegt vor, wenn die Sauerstoffsättigung auf 1 bis 30 % des Normalwertes (mindestens 80 %) reduziert ist.

## Ursachen
Neben natürlichen Effekten ist Hypoxie hauptsächlich Folge von Eutrophierung durch Gewässerverschmutzung mit Pflanzennährstoffen wie Ammonium, Nitrat, Nitrit und Phosphaten. Hauptquellen sind intensive Landwirtschaft und Abwässer. Es kommt zur Algenblüte mit steigender Sauerstoffsättigung am Tag und zunehmend sinkender Sättigung nachts. Abgestorbene Algen werden von Bakterien zersetzt und reduzieren dabei den Sauerstoffgehalt weiter. Zuletzt treten sulfatatmende Bakterien auf, deren Stoffwechselprodukte sich in schwarzen Schichten auf dem Gewässerboden absetzen. Der hypoxische Zustand führt, neben dem Tod bodenlebender Wirbelloser wie Würmern und Muscheln, auch zu Fischsterben.
Natürliche Hypoxie tritt an seichten Flussmündungen im Meer auf. Dabei schiebt sich weniger dichtes Süßwasser ohne Vermischung auf darunterliegendes Salzwasser, wodurch die Sauerstoff-Konzentration in den unteren Schichten sinkt. Andere Ursachen sind „geschlossene Wasserkörper“ mit wenig Austausch wie im Schwarzen Meer oder in Fjorden.

## Beobachtungen und Lösungen
Die Sauerstoffsättigung kann sehr schnell stark gegen Null sinken wenn ablandige Winde Oberflächenwasser auf das Meer treiben, zugleich anoxisches Tiefenwasser ansteigt, die Temperatur sinkt und die Salinität zunimmt (beobachtet vom Longterm Ecological Observatory in der Kieler Bucht). Neuere Untersuchungen des Sauerstoffgehalts beziehen Fische und Zooplankton ein, deren Verhalten sich unter reduzierten Bedingungen selbst bei geringer Wasserverschmutzung drastisch ändert (EcoSCOPE). Um Hypoxie durch Eutrophierung zu vermeiden, ist es nötig, den Nährstoffeintrag in die Ozeane zu senken. Neben der Reduzierung des Düngerverbrauchs ist die Renaturierung von Flussufern, Marschen und Mangrovensümpfen sinnvoll.
In durch Torfmoose versauerten Hochmooren verhindert die Hypoxie mikrobielle Zersetzung im Boden, so dass Moorleichen der Eisenzeit, wie die Frau von Haraldskær oder der Tollund-Mann, gut konserviert sind.

### Totzone

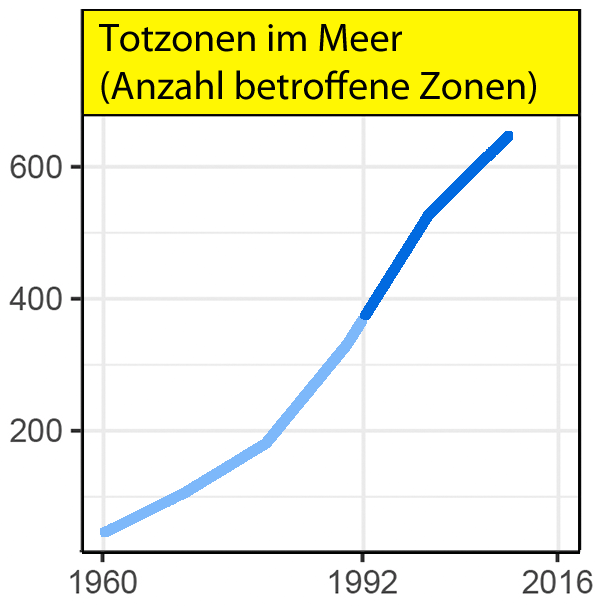
Entwicklung der „dead zones“ nach „World Scientists’ Warning to Humanity: A Second Notice“ 2017

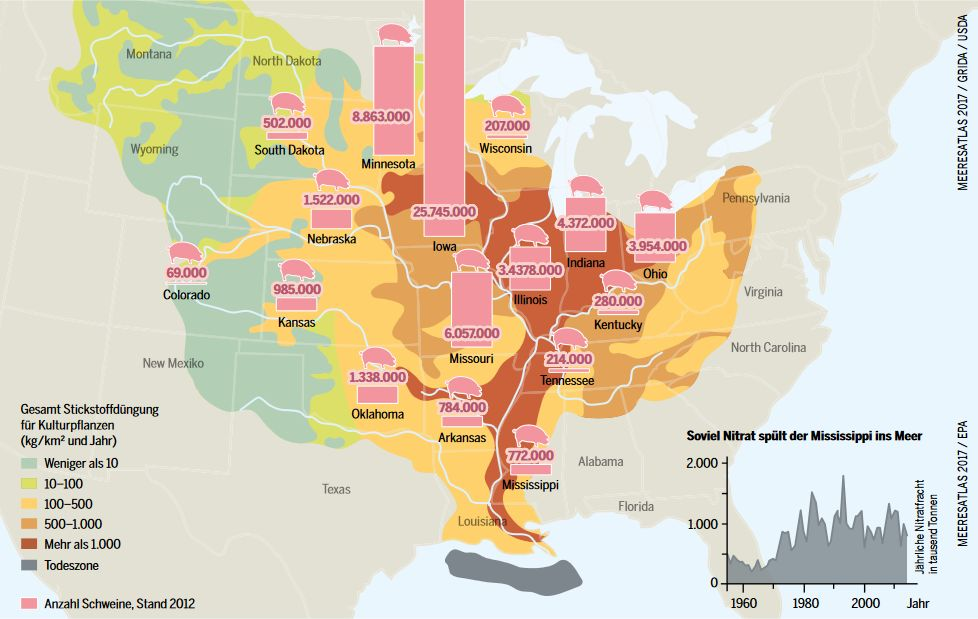
Der massive Einsatz von Kunstdünger und Schweinegülle im Einzugsgebiet des viertlängsten Flusssystems der Erde, des Mississippi-Missouri, lässt durch die eingeführten Nitrate und Phosphate das Meer im Golf von Mexiko umkippen. Quelle: Meeresatlas 2017

Seit Beginn der ozeanografischen Erfassung in den 1970er Jahren haben sich Totzonen (englisch dead zones) in den Meeren und großen Seen an Zahl und Größe in jedem Jahrzehnt verdoppelt. Das von Umweltprogramm der Vereinten Nationen publizierte „Global Environment Outlook Year Book“ (GEO Year Book 2006) berichtet von 200 Dead Zones weltweit, in denen die Sauerstoffsättigung für die Meeresbewohner nicht ausreicht. Diese vor allem in Meeresbuchten und Randmeeren auftretenden Zonen sind von den, natürlicherweise auftretenden, großräumigen Sauerstoff-Minimum-Zonen, die meist in größeren Wassertiefen auftreten, zu unterscheiden. Diese sind vor allem aus dem östlichen Pazifischen Ozean und dem nördlichen Indischen Ozean bekannt, treten aber auch in anderen Regionen auf.
Einige Gebiete bestehen nur vorübergehend und kleinflächig, andere über lange Perioden im Jahreszyklus und bis zu 70.000 km².
Nachdem 2011 erstmals küstennahe Totzonen in der Ostsee registriert wurden, sind auch deutsche Küstengebiete potenziell betroffen.
Totzonen sind nach derzeitigen Wissensstand reversibel. So verschwand nach dem Zusammenbruch der Sowjetunion zwischen 1991 und 2001 das Phänomen im Schwarzen Meer größtenteils aufgrund gestiegener Düngerpreise. Fischfang wurde danach wieder die Haupteinkommensquelle des Gebiets.
Die ersten entdeckten hypoxischen Zonen sind:
- Bucht von New York
- Chesapeake Bay, Maryland
- Teile der Ostsee
- Kattegat
- Teile in der nördlichen Adria
- Teile im Golf von Mexiko (Mississippidelta)
- Einige Teile im Schwarzen Meer

Das Journal Science publizierte 2008 das Vorhandensein von 400 Dead Zones auf 245.000 km².